# Електретний мікрофон

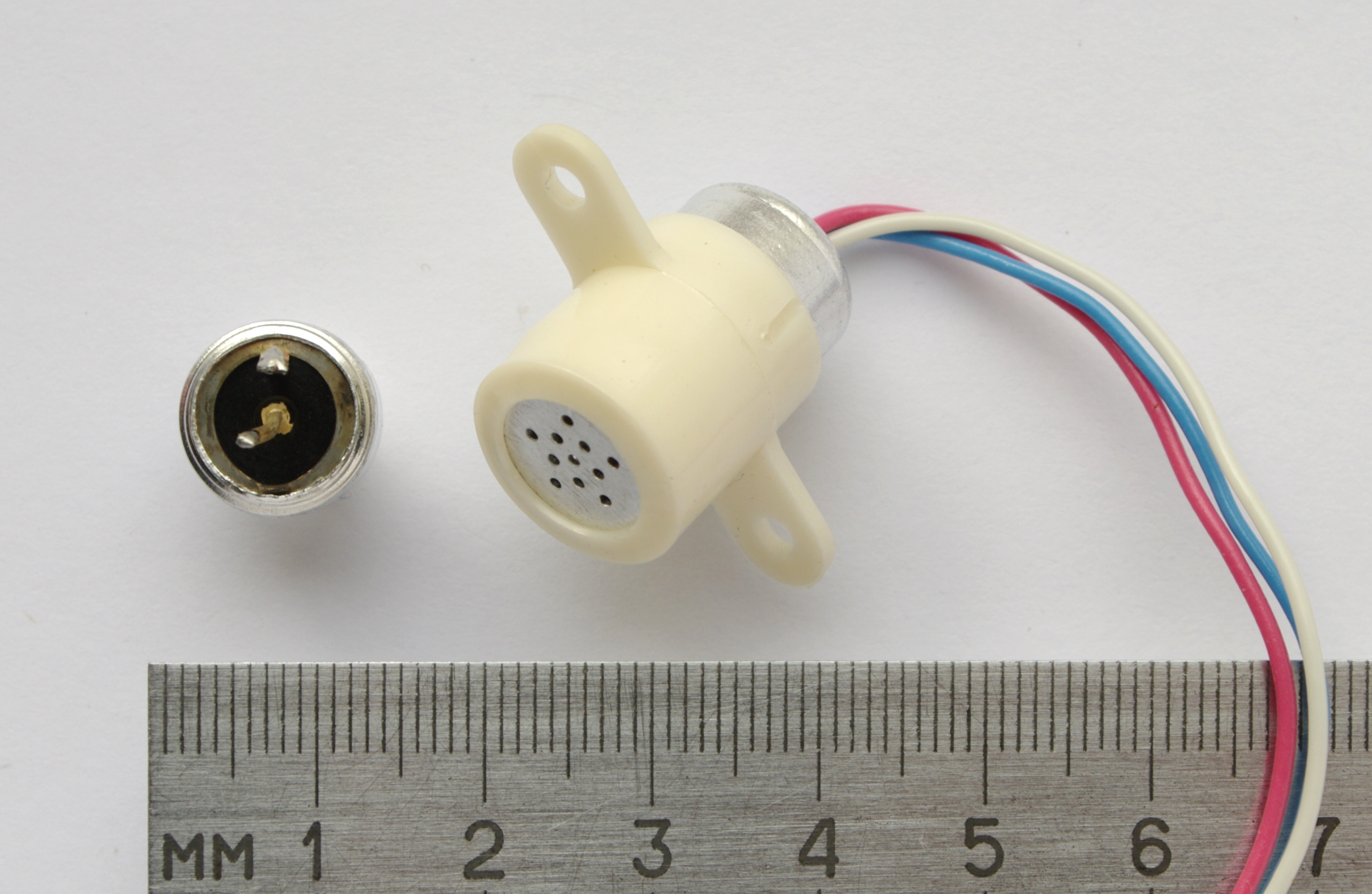
Зліва — електретний капсуль (конденсатор) мікрофона МКЕ-3, справа — весь мікрофон (містить капсуль і буферний підсилювач)

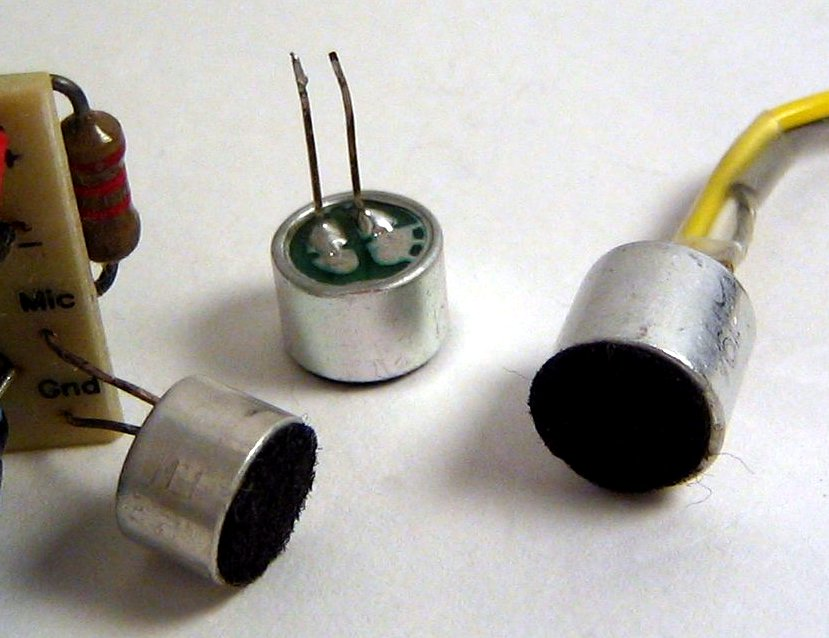
Електретні мікрофони («капсулі») зі вбудованими підсилювальними польовими транзисторами.

Електретний мікрофон — мікрофон із принципом дії, подібним до мікрофонів конденсаторного типу, в якому нерухомою обкладкою конденсатора і джерелом постійної напруги слугує пластина з електрету. Використовує здатність цих матеріалів довго зберігати поверхневий заряд.

## Історія
Перші наукові відомості про електретний стан є в працях англійських учених С. Ґрея (1732) та М. Фарадея (1839). Термін «електрет» уперше ввів О. Гевісайд (1892), а вивчати це явище почав 1919 року японський фізик Йогуті. Спочатку мікрофони електретного типу були порівняно дорогими, а їхній дуже високий вихідний опір (одиниці мегаом і вище) змушував застосовувати виключно лампові схеми. Такий стан зберігався аж до винаходу 1961 року в Лабораторіях Белла Джеймсом Вестом і Герхардом Сесслером покриття з металізованої тефлонової фольги. Створення польових транзисторів привело до появи надзвичайно ефективних і компактних електретних мікрофонів, поєднаних із зібраним у тому самому корпусі попереднім підсилювачем на польовому транзисторі, і від 1970-х років електретні мікрофони почали активно використовуватися в побутовій техніці та багатьох інших застосуваннях.

## Принцип дії гомоелектретного мікрофона
Тонка плівка з гомоелектрету вміщується в зазор конденсаторного мікрофона або наноситься на одну з обкладок. Це спричиняє появу деякого сталого заряду конденсатора. При зміні ємності внаслідок зміщення мембрани, напруга на конденсаторі змінюється відповідно акустичному сигналу.
У конструкції сучасного мікрофона передбачений підсилювач, тому слід дотримуватися полярності підключення та забезпечити живленням транзистор підсилювача. Це досягається подачею на мікрофон фантомного живлення. Наприклад, деякі звукові карти мають у мікрофонних входах фантомне живлення. Деякі моделі електретних мікрофонів мають власне автономне джерело живлення (наприклад, акумулятор).

## Принцип дії гетероелектретного мікрофону
У такому мікрофоні мембраною слугує сама гетероелектретна плівка. Під час деформації на її поверхнях виникають різнойменні заряди, які можна зареєструвати, розташувавши електроди безпосередньо на поверхні плівки (на поверхню напилюють тонкий шар металу (алюміній, золото, срібло тощо).

## Особливості увімкнення

Типова схема підсилювача на вбудованому польовому транзисторі. Зовнішня напруга живлення подається на U_{+}; відокремлена конденсатором змінна складова сигналу знімається з виходу; резистор установлює режим роботи транзистора та вихідний імпеданс.

На відміну від динамічних мікрофонів, що мають низький електричний опір котушки (~50 Ом ÷ 1 кОм), електретний мікрофон має надзвичайно високий імпеданс (який має ємнісний характер, конденсатор ємністю порядку десятків пФ), що змушує підключати їх до підсилювачів із високим вхідним опором. У конструкцію практично всіх електретних мікрофонів входить передпідсилювач («перетворювач опору», «узгоджувач імпедансу») на польових транзисторах, рідше на мініатюрних радіолампах, зі вхідним опором порядку 1 ГОм і вихідним опором у сотні Ом, розташований поруч із капсулем. Тому, попри відсутність потреби в поляризаційній напрузі, такі мікрофони вимагають зовнішнього джерела електроживлення.